# Forbundsforsamlingen (Schweiz)
 For alternative betydninger, se Forbundsforsamlingen. (Se også artikler, som begynder med Forbundsforsamlingen)
Forbundsforsamlingen (fransk: Assemblée fédérale, italiensk: Assemblea federale, tysk: Bundesversammlung, rætoromansk: Assamblea federala) er Schweiz' parlament, der består af to ligestillede kamre, Nationalrådet med 200 medlemmer og Kantonrådet med 46 medlemmer. De to kamre udgør tilsammen forbundsstatens lovgivende magt. Medlemmerne af de to kamrene vælges for en fireårig periode af gangen. Nationalrådet og Kantonrådet holder ofte adskilte møder.